# Sanremo Estate
Sanremo Estate è stato un programma televisivo italiano, andato in onda nel 1986 e poi dal 1999 al 2004, su Raiuno.

## Edizioni
| Edizione | Messa in onda           | Puntate | Autori                                                                            | Conduzione                                                     | Regia              |
| -------- | ----------------------- | ------- | --------------------------------------------------------------------------------- | -------------------------------------------------------------- | ------------------ |
| 1ª       | 23-24 giugno 1999       | 2       | Sergio Bardotti, Carlo Conti, Leopoldo Siano                                      | Carlo Conti, Giorgio Panariello e Manuela Arcuri               | Stefano Vicario    |
| 2ª       | 8-9 giugno 2000         | 2       | Sergio Bardotti, Paolo Beldì, Carlo Conti, Leopoldo Siano                         | Carlo Conti                                                    | Paolo Beldì        |
| 3ª       | 20-21 giugno 2001       | 2       | Sergio Bardotti, Paolo Beldì, Carlo Conti, Casimiro Lieto, Leopoldo Siano         | Carlo Conti e Kris & Kris                                      | Paolo Beldì        |
| 4ª       | 29 giugno-6 luglio 2002 | 2       | Alfredo Cerruti, Salvatore De Pasquale, Fausto Enni, Mario Pezzolla, Ugo Porcelli | Pippo Baudo, Valeria Mazza, Ficarra e Picone e Silvia Specchio | Duccio Forzano     |
| 5ª       | 28 giugno-5 luglio 2003 | 2       | Sergio Bardotti, Bruno Longhini, Paolo Parisotto, Ugo Porcelli, Sergio Rubino     | Amadeus                                                        | Maurizio Pagnussat |
| 6ª       | 10 luglio 2004          | 1       | –                                                                                 | Paola Perego, Toto Cutugno                                     | Paolo Beldì        |